# Sussex County (Virginia)
Sussex County ist ein County im Bundesstaat Virginia der Vereinigten Staaten. Im Jahr 2020 hatte das County 10.829 Einwohner und eine Bevölkerungsdichte von 8,5 Einwohner pro Quadratkilometer. Der Verwaltungssitz (County Seat) ist Sussex.

## Geographie
Sussex County liegt im Südosten von Virginia, ist im Süden etwa 30 km von North Carolina entfernt und hat eine Fläche von 1276 Quadratkilometern, wovon fünf Quadratkilometer Wasserfläche sind. Es grenzt im Uhrzeigersinn an folgende Countys: Surry County, Southampton County, Greensville County, Dinwiddie County und Prince George County.

## Geschichte
Gebildet wurde es 1754 aus Teilen des Surry County.

## Demografische Daten

Alterspyramide des Sussex County

Nach der Volkszählung im Jahr 2000 lebten im Sussex County 12.504 Menschen in 4.126 Haushalten und 2.809 Familien. Die Bevölkerungsdichte betrug 10 Einwohner pro Quadratkilometer. Ethnisch betrachtet setzte sich die Bevölkerung zusammen aus 36,39 Prozent Weißen, 62,13 Prozent Afroamerikanern, 0,13 Prozent amerikanischen Ureinwohnern, 0,12 Prozent Asiaten, 0,02 Prozent Bewohnern aus dem pazifischen Inselraum und 0,54 Prozent aus anderen ethnischen Gruppen; 0,67 Prozent stammten von zwei oder mehr Ethnien ab. 0,82 Prozent der Bevölkerung waren spanischer oder lateinamerikanischer Abstammung.
Von den 4.126 Haushalten hatten 28,5 Prozent Kinder und Jugendliche unter 18 Jahre, die bei ihnen lebten. 45,0 Prozent waren verheiratete, zusammenlebende Paare, 18,9 Prozent waren allein erziehende Mütter, 31,9 Prozent waren keine Familien, 28,2 Prozent waren Singlehaushalte und in 12,4 Prozent lebten Menschen im Alter von 65 Jahren oder darüber. Die Durchschnittshaushaltsgröße betrug 2,41 und die durchschnittliche Familiengröße lag bei 2,94 Personen.
Auf das gesamte County bezogen setzte sich die Bevölkerung zusammen aus 19,6 Prozent Einwohnern unter 18 Jahren, 9,0 Prozent zwischen 18 und 24 Jahren, 34,4 Prozent zwischen 25 und 44 Jahren, 23,6 Prozent zwischen 45 und 64 Jahren und 13,4 Prozent waren 65 Jahre alt oder darüber. Das Durchschnittsalter betrug 38 Jahre. Auf 100 weibliche Personen kamen 135,1 männliche Personen. Auf 100 Frauen im Alter von 18 Jahren oder darüber kamen statistisch 142,3 Männer.

Das jährliche Durchschnittseinkommen eines Haushalts betrug 31.007 USD, das Durchschnittseinkommen der Familien betrug 36.739 USD. Männer hatten ein Durchschnittseinkommen von 29.307 USD, Frauen 22.001 USD. Das Prokopfeinkommen betrug 14.670 USD. 12,8 Prozent der Familien und 16,1 Prozent der Bevölkerung lebten unterhalb der Armutsgrenze. Davon waren 24,3 Prozent Kinder oder Jugendliche unter 18 Jahre und 19,2 Prozent waren Menschen über 65 Jahre.